# Carlotta Nobile
Pour les articles homonymes, voir Nobile.
Carlotta Nobile (Rome, 20 décembre 1988 – Bénévent, le 16 juillet 2013) est une historienne de l'art, violoniste, écrivaine et blogueuse italienne, et, à partir de septembre 2010 jusqu'à sa mort, directrice artistique de l'orchestre de chambre de l'Académie de Santa Sofia de Bénévent.

## Biographie
Née d'une ancienne famille, elle est diplômée en violon au conservatoire à l'âge de 17 ans avec les honneurs, les félicitations du jury et une mention honorable, sous la direction de Maestro Massimo Bacci. Dans sa courte mais intense carrière, elle a participé à de nombreux cours de spécialisation en violon, parmi lesquels celui de l'enseignant Pierre Amoyal à l'Universität Mozarteum de Salzbourg.
Elle remporte de nombreux concours nationaux et obtient le diplôme d'« Éminent Musicien » à l'International Ibla Grand Prize en 2007, et la « Mention spéciale Ernest Bloch » à l'International Ibla Grand Prize 2008.
Elle réunit ses deux passions, pour la musique et pour l'art, en étant diplômée avec les honneurs en histoire de l'art (baccalauréat) à La Sapienza de Rome en 2010. Elle a aussi fréquenté l'université de Cambridge (histoire de l'art international des cours d'été / 2009), le cours d'art contemporain au Sotheby's Institute of Art de New York (2010) et la LUISS, en master de l'art en 2011-2012 à Rome.
En décembre 2008, elle publie son premier livre, Le Silence des mots cachés, suivi en 2012 par Oxymoron, publié par Aracne Editrice.
Pendant des années, elle tient la rubrique musicale Righe Sonore sur Quaderno.it et collabore à la revue Realtà Sannita.
À seulement 22 ans, en 2010, elle est nommée directrice artistique de l'orchestre de chambre de l'Académie de Santa Sofia de Bénévent, jusqu'à sa mort.
Dans sa carrière, elle a exploré les relations entre la musique, l'art contemporain et l'écriture, en utilisant les critères de l'interdisciplinarité et de la contamination.
En 2012, à Rome, elle a fond avec un groupe de jeunes conservateurs l'association Almost Curators, dont l'objectif est de créer un point de jonction entre les fans d'art contemporain et les non-experts. En tant que composante d'Almost Curators, elle a produit certaines initiatives et écrit plusieurs articles pour le site weblog du groupe[réf. nécessaire].
En octobre 2011, à l'âge de 22 ans, on lui dépiste un mélanome, s'ensuivent différentes cures et diverses interventions. En avril 2012, elle ouvre une page sur Facebook, Il Cancro E Poi, où de façon anonyme elle donne vie à une communauté de milliers de personnes marquées comme elle par le cancer,. En août de la même année, elle crée également le site web.
Au cours de sa maladie, en jouant en duo avec le pianiste Martin Berkofsky, elle dynamise le réseau de solidarité Donateurs de la musique, engagé à faire de la musique dans les unités d'oncologie italiennes.
Dans les derniers mois de sa vie, elle vit une profonde expérience de foi,,,, inspirée par la prédication du pape François et son invitation aux jeunes à porter la croix avec joie (homélie, le 24 mars 2013). Elle sera citée par l'archevêque de Bénévent Andrea Mugione (en) comme « un exemple extraordinaire de la foi, de l'amour, qui culmine dans le sacrifice ».
Après deux ans de combat contre sa maladie, elle meurt à l'âge de 24 ans.

## L'héritage
Sont dédiés à sa mémoire, le Prix Anlai en septembre 2013, et le Prix Arechi II, établi par la Province de Bénévent, en juin 2014,.
Avec R. D. N. 4175/2013, l'université de Rome La Sapienza lui confère à titre posthume la Laurea Magistrale en histoire de l'art, et, avec une cérémonie solennelle le 22 novembre 2014, le titre de la Classe 3 du département d'histoire de l'art et le divertissement, pour « ses études raffinées sur la relation entre la musique, l'écriture et l'art »,,.
Sur l'initiative des Donateurs de la musique, le 6 août 2014, a été consacrée en son nom la salle de la musique du département d'oncologie de l'Hôpital de San Maurizio, Bolzano,,,.
Le 31 octobre 2013, le pianiste Martin Berkofsky, qui a partagé avec Carlotta son engagement dans les Donateurs de la musique, lui dédie, dans ce qui sera l'une de ses dernières représentations avant sa mort, un concert à Milan, à la Société du jardin, au piano, dans un programme de musique religieuse de Franz Liszt.
L'Associazione Centro Studi Carlotta Nobile est créée le 12 février 2015, à partir de la volonté de poursuivre le travail artistique et culturel en faveur des jeunes, avec la dédicace en son nom, d'un centre de recherche, avec bibliothèque, pour la promotion des initiatives liées à ses passions et la recherche culturelle,.
Parmi ses autres activités, l'association avec le patronage et le soutien scientifique de l'organisation du Département d'Histoire de l'art et du Spectacle de la Sapienza - université de Rome, a lancé en octobre 2015, le Prix de Carlotta Nobile, composé de 5 000 € à offrir à l'auteur d'un mémoire de master ou d'un spécialiste, seul à traiter d'un sujet lié à la relation entre la musique et l'histoire de l'art,.

## Publications
- Il silenzio delle parole nascoste, Carlotta Noble, Aletti, 2008 (ISBN 88-7680-675-X)
- Oxymoron, Carlotta Noble, Aracne, 2012 (ISBN 88-548-5110-8)